# محوطه مالگه گول رحمتی
محوطه مالگه گول رحمتی مربوط به مفرغ است و در شهرستان پل‌دختر، بخش مرکزی، دهستان جایدر، ۱/۷ کیلومتری جنوب شرق روستای چال کل چوبتراش واقع شده و این اثر در تاریخ ۲۸ اسفند ۱۳۸۵ با شمارهٔ ثبت ۱۸۴۶۹ به‌عنوان یکی از آثار ملی ایران به ثبت رسیده است.